# Jens Koch (Verwaltungsbeamter)

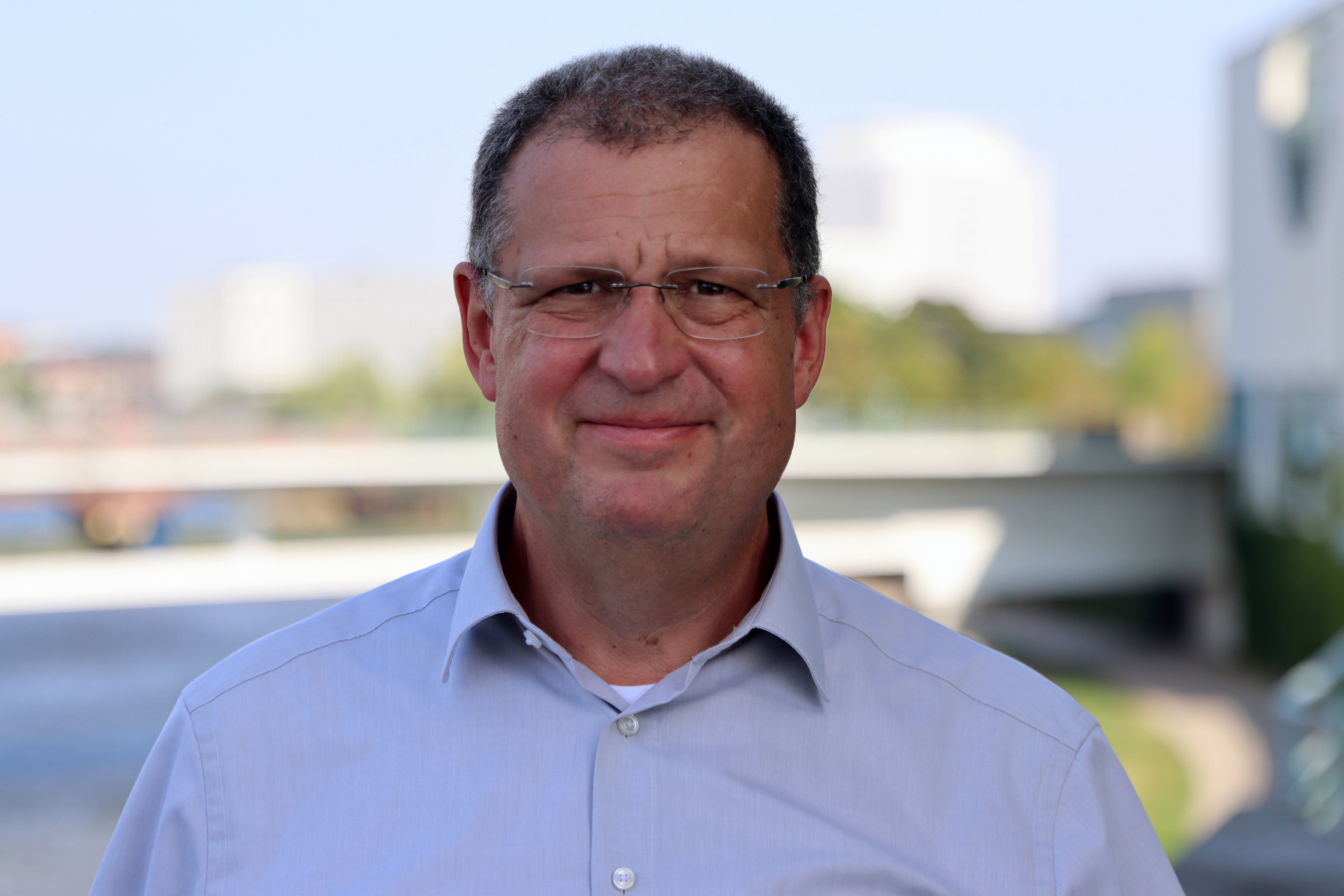
Jens Koch, Präsident der BDBOS

Jens Koch (* 17. November 1971 in Berlin) ist ein deutscher Jurist und Verwaltungsbeamter und seit dem 1. Oktober 2024 Präsident der Bundesanstalt für den Digitalfunk der Behörden und Organisationen mit Sicherheitsaufgaben
 (BDBOS).

## Leben
2004 schloss Jens Koch das Studium der Rechtswissenschaften erfolgreich mit dem zweiten Juristischen Staatsexamen ab. Nach mehreren beruflichen Stationen, unter anderem bei der Bundesanstalt Technisches Hilfswerk als Leiter des Referates Einsatz, wechselte er im September 2007 zum Bundesministerium des Innern und für Heimat. Hier wirkte der Volljurist mehrere Jahre, unter anderem als Leiter der Arbeitsgruppe Internationaler Terrorismus und Extremismus sowie als Leiter des Lagezentrums in der Abteilung Krisenmanagement und Bevölkerungsschutz.
2023 erfolgte der Wechsel ins Bundeskanzleramt, wo er die Zuständigkeit für den Auslandsnachrichtendienst, die nachrichtendienstliche Lage sowie die Themen Extremismus, Terrorismus und Öffentliche Sicherheit übernahm.
Seit dem 1. Oktober 2024 führt Jens Koch die BDBOS als Präsident.